# Mesogea

El mapa muestra los límites aproximados de las tres regiones instituidas por Clístenes

Mesogea (en griego antiguo: Μεσόγαια, romanizado: Mesógaia) era una región interna del Ática, delimitada por el Pentélico al norte, el Himeto al oeste, el mar al este y las colinas de Paralia al sur. Tras la reforma de Clístenes de Atenas, las tribus griegas fueron asignadas en diferentes tritís.